# Pájaro de celda
Pájaro de celda es una novela del escritor norteamericano de origen alemán Kurt Vonnegut. En ella el autor hace una lista de injusticias y fechorías, ocurridas en Estados Unidos, como la ejecución de los anarquistas Sacco y Vanzetti, el escándalo Watergate, las multinacionales, la Segunda Guerra Mundial, etc. Todo ello tratado en esta novela cruel y divertida, sarcástica y tierna, sonriente y patética. Una sátira del dinero y el poder.
- Datos: Q1403962